# District de Chitipa
Chitipa est un district du Malawi.